# Вінченцо Ваннутеллі (кардинал)
Вінченцо Ваннутеллі (італ. Vincenzo Vannutelli; 5 грудня 1836, Дженаццано, Папська область — 9 липня 1930, Рим, королівство Італія) — італійський куріальний кардинал. Брат кардинала Серафіно Ваннутеллі.
Титулярний архієпископ Сарда з 23 січня 1880 року. Апостольський делегат у Константинополі з 23 січня 1880 по 22 грудня 1882 року і апостольський вікарій латинського патріархату Константинопольського з 23 січня 1880 року по 4 жовтня 1883 року. Апостольський нунцій в Португалії з 4 жовтня 1883 по травень 1891. Префект Священної Конгрегації Собору з 30 липня 1902 по 20 жовтня 1908. Префект Верховного Трибуналу Апостольської Сигнатури з 26 жовтня 1908 по 15 грудня 1909 року. Декан Священної колегії кардиналів з 6 грудня 1915 по 9 липня 1930. Префект Священної Конгрегації Церемоніалу з 6 грудня 1915 по 9 липня 1930 року. Кардинал in pectore з 30 грудня 1889 року по 23 червня 1890 року. Кардинал-священик з 23 червня 1890 року, з титулом церкви Сан-Сільвестро-ін-Капіте з 4 червня 1891 року по 19 квітня 1900 року. єпископ Остії з 6 грудня 1915 року.